# راس‌ویل، کوئینزلند
راس‌ویل (به انگلیسی: Rossville) یک شهرک در استرالیا است که در کوئینزلند واقع شده‌است.